# 해피시스터즈
《해피시스터즈》는 2017년 12월 4일부터 이듬해 5월 25일까지 방영되었던 SBS 아침연속극이었다.

## 기획 의도
우리 시대를 살아가는 여자들이 아름답고 치열한 사랑을 통해 정체성을 찾아가는 내용을 담은 드라마

## 출연
- (†) 표시는 드라마 상에서 최종적으로 사망한 인물이다.

### 주요 인물
- 심이영(윤예은) : 34세, 진섭 아내이자 전업주부 → 김밥 장사꾼 → TMO 그룹 수제샴푸 공모전 우승자, 개발팀 신입사원 → 형주의 연인이자 약혼녀 → 팀장, 형주의 아내, 임산부
- 한영(윤상은) : 36세, 예은의 언니. 피아노학원 원장 → 재웅의 아내, 전업주부, 진희의 계모, 임산부
- 오대규(최재웅) : 43세, 다미 성형외과 원장, 싱글대디, 상은의 계약 결혼 상대 → 상은의 남편
- 강서준(이진섭) : 38세, † - JU 의료기 사장, 예은의 남편, 화영의 내연남 → 예은의 전남편, 화영의 남편 → 췌장암 말기 환자, 사직 → 고인
- 이시강(민형주) : 31세, TMO 그룹 2세이자 본부장, 재웅의 절친한 후배, 유라의 전 연인 → 예은의 연인이자 약혼자 → 예은의 남편
- 반소영(조화영 / 조영숙) : 29세, 진섭의 비서이자 내연녀 → 가짜 임산부, 진섭의 아내 → 기억상실증 환자, 수감자, 미망인

### 진섭네
- 임채무(이성필) : 66세, 진섭, 세란, 병숙의 아버지, 말심의 남편, 혜정의 내연남 → 혜정의 남편
- 김선화(진말심 여사) : 64세, 진섭, 세란 어머니, 성필의 본처 → 성필의 전처
- 오영실(양혜정) : 55세, 병숙의 친어머니이자 진섭, 세란의 양어머니, 풍년족발 사장. 성필의 첩 → 성필의 아내
- 허은정(이세란) : 28세, 성필과 말심의 친딸이자 혜정의 의붓딸, 진섭의 여동생, 옥스퍼드 대학교 유학생[1] → TMO 그룹 개발팀 팀장 → 해고[2] → 헤어샵 보조
- 이예빈(이병숙) : 25세, 성필&혜정 친딸, 진섭&세란의 이복여동생. 일삼의 연인 → 일삼의 아내, 임산부

### 만복네
- 김동균(주만복) : 39세) 역 - W치킨 사장, 다홍의 절친 → 다홍의 남편, 수지, 수찬의 의붓아버지
- 보라나(고다홍) : 39세) 역 - 예은과 상은의 절친한 언니, 만복의 절친 → 만복의 아내, 임산부
- 이상미(강덕자) : 61세) 역 - 예은과 상은의 어머니, 재웅&형주 의 장모 , 형주네 가사 도우미
- 이성욱(황수찬) : 12세) 역 - 다홍의 아들, 초등학교 5학년
- 고나희(황수지) : 7세) 역 - 다홍의 딸, 유치원생

### 그 외 인물
- 김영임(나승미) : 64세, 전 TMO 그룹 회장 사모, 현 TMO 그룹 회장, 형주의 어머니,예은 의 시어머니
- 성두섭(차도훈) : 34세, 작곡가, 형주의 절친한 형, 상은의 친구, 세란의 연인, 재웅의 절친한 후배
- 정근(공일삼) : 35세, 화영의 고아원 오빠, 병숙의 연인 → 병숙의 남편
- 김하림(노유라) : 26세, 신성그룹 외동딸, 형주의 전 연인 → 유부녀 → 이혼녀, 형주의 비서 → 총무부 막내 (5회, 95 ~ 120회 출연)
- 이영은(최진희) : 15세, 재웅과 가희의 친딸이자 상은의 의붓딸 예은의 의붓조카, 덕자의 의붓 외손녀 중학교 2학년
- 서정우(차 비서) : 40세, 승미의 비서, 화영이 심은 스파이
- 조은빛(구명옥) : 34세, 도훈의 친구, 음악 프로듀서
- 성창훈(마두수) :  †산부인과 원장, 화영과 은진의 전 내연남 → 은진에 의해 사망.
- 고미영(함가희) : 39세, 재웅의 전 부인, 만복의 초교 동창, 진희의 생모, 알코올 중독 환자
- 장은비(정은진) : 두수 병원의 간호사, 두수의 전 내연녀 → 살인자
- 유재동(홍 과장) : TMO 그룹 개발팀 과장
- 김성준(소 대리) : TMO 그룹 개발팀 대리
- 권민정(문경미) : TMO 그룹 개발팀 직원, 화영이 심은 스파이
- 전윤지(강윤지) : 다미 성형외과 실장
- 정두겸(박봉식) : 화영의 가짜 아버지
- 원종례(도 여사) : 화영의 가짜 어머니
- 윤복성(김 전무) : JU 의료기 전무
- 최민금(양주댁) : 형주네 가사 도우미
- 한지성(왕희빈) : 재웅하고 친한 여배우, 다미 성형외과 환자 (특별출연)
- 이설구(사채) : 상은을 괴롭히는 사채업자
- 오경수(맞선남) : 상은의 부잣집 맞선남
- 김희라(학생) : 상필의 댄스스포츠 학생
- 정명준(김동식) : 이혼전문 변호사
- 고진호(양아치) : 진희를 위협하는 고등학생
- 정보미(수지 친구) : 왕따 가해자
- 김철성(형사) : 화영 사기 사건을 수사하는 형사
- 정병호(노정건) : 유라의 아버지, 신성그룹 회장
- 박미선(신 비서) : 노 회장의 비서
- 이재욱(조 PD) :  역 - 방송국 PD, 재웅의 선배 (112회 특별출연)
- 이아진(호텔 매니저)
- 김시헌(병숙 맞선남) : 95회 출연

## 시청률
최저 시청률과 최고 시청률은 시청률 조사회사와 지역별로 시청률에 차이가 있을 수 있습니다.
| 2017년      | 2017년      | 2017년         | 2017년       | 2017년         | 2017년       |
| 회차        | 방송일      | TNmS 시청률    | TNmS 시청률  | AGB 시청률     | AGB 시청률   |
| 회차        | 방송일      | 대한민국(전국) | 서울(수도권) | 대한민국(전국) | 서울(수도권) |
| ----------- | ----------- | -------------- | ------------ | -------------- | ------------ |
| 제1회       | 12월 4일    | 9.8%           | 7.2%         | 8.8%           | 7.6%         |
| 제2회       | 12월 5일    | 9.4%           | 7.2%         | 8.7%           | 8.2%         |
| 제3회       | 12월 6일    | 9.4%           | 7.7%         | 8.2%           | 7.6%         |
| 제4회       | 12월 7일    | 9.2%           | 6.6%         | 8.3%           | 7.8%         |
| 제5회       | 12월 8일    | 9.3%           | 6.6%         | 8.5%           | 7.8%         |
| 제6회       | 12월 11일   | 9.6%           | 8.3%         | 9.0%           | 8.0%         |
| 제7회       | 12월 12일   | 10.4%          | 8.7%         | 9.1%           | 8.5%         |
| 제8회       | 12월 13일   | 9.4%           | 7.4%         | 8.7%           | 7.7%         |
| 제9회       | 12월 14일   | 10.1%          | 7.5%         | 8.6%           | 7.9%         |
| 제10회      | 12월 15일   | 9.8%           | 7.5%         | 8.9%           | 8.2%         |
| 제11회      | 12월 18일   | 10.6%          | 7.9%         | 9.0%           | 8.4%         |
| 제12회      | 12월 19일   | 10.3%          | 7.7%         | 9.2%           | 8.5%         |
| 제13회      | 12월 20일   | 9.6%           | 7.5%         | 9.4%           | 9.1%         |
| 제14회      | 12월 21일   | 10.4%          | 8.3%         | 9.3%           | 8.2%         |
| 제15회      | 12월 22일   | 9.5%           | 7.5%         | 9.8%           | 8.9%         |
| 제16회      | 12월 25일   | 8.4%           | 6.3%         | 7.8%           | 6.7%         |
| 제17회      | 12월 26일   | 11.1%          | 9.5%         | 9.2%           | 8.6%         |
| 제18회      | 12월 27일   | 11.2%          | 8.3%         | 9.0%           | 8.0%         |
| 제19회      | 12월 28일   | 10.5%          | 8.0%         | 10.6%          | 9.6%         |
| 제20회      | 12월 29일   | 10.0%          | 7.3%         | 9.8%           | 8.6%         |
| 2018년      |             |                |              |                |              |
| 제21회      | 1월 1일     | 8.0%           | 6.2%         | 7.4%           | 6.7%         |
| 제22회      | 1월 2일     | 10.7%          | 8.1%         | 9.2%           | 8.6%         |
| 제23회      | 1월 3일     | 10.1%          | 7.6%         | 9.7%           | 9.2%         |
| 제24회      | 1월 4일     | 10.9%          | 8.5%         | 9.8%           | 9.4%         |
| 제25회      | 1월 5일     | 11.0%          | 9.1%         | 10.2%          | 9.3%         |
| 제26회      | 1월 8일     | 11.0%          | 9.0%         | 10.1%          | 9.7%         |
| 제27회      | 1월 9일     | 11.0%          | 8.9%         | 10.0%          | 9.2%         |
| 제28회      | 1월 10일    | 10.7%          | 8.3%         | 9.9%           | 9.3%         |
| 제29회      | 1월 11일    | 12.0%          | 10.2%        | 10.3%          | 9.5%         |
| 제30회      | 1월 12일    | 11.7%          | 10.0%        | 10.4%          | 9.7%         |
| 제31회      | 1월 15일    | 12.5%          | 10.4%        | 10.0%          | 9.0%         |
| 제32회      | 1월 16일    | 11.2%          | 9.4%         | 10.1%          | 9.3%         |
| 제33회      | 1월 17일    | 11.6%          | 9.8%         | 10.0%          | 9.2%         |
| 제34회      | 1월 18일    | 11.7%          | 10.0%        | 10.9%          | 9.7%         |
| 제35회      | 1월 19일    | 12.2%          | 10.4%        | 10.2%          | 9.3%         |
| 제36회      | 1월 22일    | 11.4%          | 9.7%         | 10.2%          | 9.5%         |
| 제37회      | 1월 23일    | 12.1%          | 10.0%        | 11.5%          | 10.4%        |
| 제38회      | 1월 24일    | 13.1%          | 11.2%        | 11.1%          | 10.1%        |
| 제39회      | 1월 25일    | 13.1%          | 11.0%        | 10.6%          | 9.7%         |
| 제40회      | 1월 26일    | 12.8%          | 10.9%        | 11.7%          | 10.7%        |
| 제41회      | 1월 29일    | 13.2%          | 11.1%        | 10.7%          | 9.5%         |
| 제42회      | 1월 30일    | 12.8%          | 10.9%        | 11.4%          | 9.5%         |
| 제43회      | 1월 31일    | 13.7%          | 11.4%        | 11.7%          | 10.3%        |
| 제44회      | 2월 1일     | 13.8%          | 11.5%        | 12.3%          | 11.0%        |
| 제45회      | 2월 2일     | 13.6%          | 11.2%        | 11.3%          | 10.1%        |
| 제46회      | 2월 5일     | 14.5%          | 12.4%        | 11.7%          | 9.7%         |
| 제47회      | 2월 6일     | 13.5%          | 11.1%        | 11.9%          | 10.5%        |
| 제48회      | 2월 7일     | 14.1%          | 11.8%        | 12.0%          | 10.9%        |
| 제49회      | 2월 8일     | 9.7%           | 7.9%         | 8.3%           | 7.5%         |
| 제50회      | 2월 12일    | 12.8%          | 10.9%        | 11.3%          | 10.4%        |
| 제51회      | 2월 13일    | 12.9%          | 11.0%        | 11.1%          | 9.8%         |
| 제52회      | 2월 14일    | 10.7%          | 8.8%         | 9.0%           | 8.1%         |
| 제53회      | 2월 19일    | 10.8%          | 8.9%         | 8.7%           | 7.7%         |
| 제54회      | 2월 20일    | 11.7%          | 10.0%        | 8.8%           | 8.1%         |
| 제55회      | 2월 21일    | 11.1%          | 9.2%         | 9.4%           | 8.1%         |
| 제56회      | 2월 22일    | 13.7%          | 11.4%        | 11.5%          | 9.8%         |
| 제57회      | 2월 23일    | 13.5%          | 11.2%        | 11.1%          | 9.7%         |
| 제58회      | 2월 26일    | 12.7%          | 10.4%        | 10.5%          | 9.0%         |
| 제59회      | 2월 27일    | 13.2%          | 11.0%        | 11.2%          | 10.1%        |
| 제60회      | 2월 28일    | 13.2%          | 10.9%        | 10.3%          | 8.7%         |
| 제61회      | 3월 1일     | 13.7%          | 11.4%        | 11.1%          | 9.8%         |
| 제62회      | 3월 2일     | 14.0%          | 11.8%        | 11.1%          | 9.9%         |
| 제63회      | 3월 5일     | 14.2%          | 12.0%        | 11.6%          | 10.1%        |
| 제64회      | 3월 6일     | 13.7%          | 11.6%        | 11.1%          | 10.0%        |
| 제65회      | 3월 7일     | 13.1%          | 10.9%        | 10.0%          | 8.5%         |
| 제66회      | 3월 8일     | 13.8%          | 11.5%        | 10.8%          | 9.7%         |
| 제67회      | 3월 9일     | 13.8%          | 11.6%        | 11.0%          | 9.4%         |
| 제68회      | 3월 12일    | 13.5%          | 11.3%        | 10.7%          | 8.9%         |
| 제69회      | 3월 13일    | 12.8%          | 10.7%        | 10.2%          | 9.2%         |
| 제70회      | 3월 15일    | 13.4%          | 11.2%        | 10.8%          | 9.3%         |
| 제71회      | 3월 16일    | 13.9%          | 11.5%        | 11.8%          | 10.4%        |
| 제72회      | 3월 19일    | 14.0%          | 11.6%        | 10.8%          | 9.3%         |
| 제73회      | 3월 20일    | 13.7%          | 11.2%        | 10.7%          | 9.3%         |
| 제74회      | 3월 21일    | 14.0%          | 11.9%        | 11.2%          | 9.2%         |
| 제75회      | 3월 22일    | 13.9%          | 11.5%        | 11.2%          | 9.8%         |
| 제76회      | 3월 23일    | 15.0%          | 13.3%        | 11.8%          | 10.1%        |
| 제77회      | 3월 26일    | 13.6%          | 11.1%        | 10.7%          | 9.2%         |
| 제78회      | 3월 27일    | 14.0%          | 11.7%        | 11.5%          | 10.3%        |
| 제79회      | 3월 28일    | 13.9%          | 11.5%        | 11.2%          | 9.8%         |
| 제80회      | 3월 29일    | 14.0%          | 11.8%        | 11.5%          | 10.3%        |
| 제81회      | 3월 30일    | 13.6%          | 11.3%        | 11.1%          | 9.8%         |
| 제82회      | 4월 2일     | 12.9%          | 10.8%        | 11.5%          | 10.5%        |
| 제83회      | 4월 3일     | 13.2%          | 11.4%        | 11.3%          | 10.3%        |
| 제84회      | 4월 4일     | 14.4%          | 12.3%        | 10.8%          | 9.8%         |
| 제85회      | 4월 5일     | 14.6%          | 12.7%        | 11.8%          | 11.0%        |
| 제86회      | 4월 6일     | 13.8%          | 11.6%        | 12.1%          | 11.0%        |
| 제87회      | 4월 9일     | 13.1%          | 10.8%        | 11.1%          | 9.9%         |
| 제88회      | 4월 10일    | 13.3%          | 11.2%        | 11.4%          | 10.4%        |
| 제89회      | 4월 11일    | 13.5%          | 11.4%        | 11.3%          | 9.8%         |
| 제90회      | 4월 12일    | 13.7%          | 11.6%        | 12.1%          | 10.7%        |
| 제91회      | 4월 13일    | 13.3%          | 11.2%        | 12.0%          | 10.9%        |
| 제92회      | 4월 16일    | 13.9%          | 11.8%        | 11.1%          | 9.6%         |
| 제93회      | 4월 17일    | 14.2%          | 12.1%        | 11.9%          | 10.6%        |
| 제94회      | 4월 18일    | 12 9%          | 10.5%        | 11.1%          | 9.7%         |
| 제95회      | 4월 19일    | 13.8%          | 11.6%        | 12.0%          | 10.8%        |
| 제96회      | 4월 20일    | 13.7%          | 11.5%        | 11.7%          | 10.2%        |
| 제97회      | 4월 23일    | 12.8%          | 10.4%        | 11.5%          | 10.2%        |
| 제98회      | 4월 24일    | 15.0%          | 13.7%        | 12.4%          | 10.1%        |
| 제99회      | 4월 25일    | 13.8%          | 11.6%        | 12.3%          | 11.1%        |
| 제100회     | 4월 26일    | 12.9%          | 10.4%        | 11.3%          | 9.8%         |
| 제101회     | 4월 30일    | 12.9%          | 10.6%        | 10.2%          | 8.4%         |
| 제102회     | 5월 1일     | 13.1%          | 10.8%        | 10.7%          | 9.4%         |
| 제103회     | 5월 2일     | 12.6%          | 10.4%        | 11.8%          | 11.0%        |
| 제104회     | 5월 3일     | 13.9%          | 11.8%        | 11.9%          | 10.9%        |
| 제105회     | 5월 4일     | 13.0%          | 10.7%        | 11.2%          | 9.9%         |
| 제106회     | 5월 7일     | 12.5%          | 10.2%        | 10.7%          | 10.0%        |
| 제107회     | 5월 8일     | 13.5%          | 11.3%        | 11.4%          | 10.1%        |
| 제108회     | 5월 9일     | 12.9%          | 10.7%        | 11.3%          | 10.1%        |
| 제109회     | 5월 10일    | 13.1%          | 11.0%        | 11.3%          | 9.9%         |
| 제110회     | 5월 11일    | 13.0%          | 10.9%        | 11.5%          | 10.5%        |
| 제111회     | 5월 14일    | 13.8%          | 11.7%        | 11.2%          | 10.1%        |
| 제112회     | 5월 15일    | 12.1%          | 9.5%         | 11.0%          | 10.4%        |
| 제113회     | 5월 16일    | 13.6%          | 11.4%        | 10.7%          | 9.5%         |
| 제114회     | 5월 17일    | 14.0%          | 11.8%        | 11.6%          | 11.1%        |
| 제115회     | 5월 18일    | 14.4%          | 12.2%        | 11.6%          | 10.9%        |
| 제116회     | 5월 21일    | 13.8%          | 11.6%        | 10.9%          | 9.9%         |
| 제117회     | 5월 22일    | 10.0%          | 7.7%         | 9.8%           | 8.8%         |
| 제118회     | 5월 23일    | 14.4%          | 12.1%        | 11.4%          | 10.2%        |
| 제119회     | 5월 24일    | 14.0%          | 11.8%        | 12.0%          | 10.9%        |
| 제120회     | 5월 25일    | 13.0%          | 10.5%        | 11.2%          | 9.7%         |
| 평균 시청률 | 평균 시청률 | 12.5%          | 10.3%        | 10.6%          | 9.6%         |

## 수상 및 후보
| 연도 | 시상식       | 부문                                   | 수상자 | 결과 |
| ---- | ------------ | -------------------------------------- | ------ | ---- |
| 2018 | SBS 연기대상 | 주말·일일드라마 부문 남자 최우수연기상 | 오대규 | 후보 |
| 2018 | SBS 연기대상 | 주말·일일드라마 부문 여자 우수연기상   | 심이영 | 후보 |

## 참고 사항
- 극 중 예은과 형주, 진섭의 추억이 담겨있는 벤치의 공원으로 자주 나온 촬영 장소는 경기도 고양시 일산동구 장항동에 위치한 일산문화공원이다.
- SBS 공채 2기 탤런트 출신이자, 한때 업타운 4집 멤버로 활동했으나 이현수(Carlos)와 김상욱(Steve Kim) 두 사람의 불미스러운 일로[5] 그룹이 해체된 후 가정주부로 지내온 보라나(본명 김보라나)가 해당 작품으로 연기자 복귀를 했다.[6]
- 보라나와 SBS 공채 2기 탤런트로 함께 데뷔했으나 1994년 이후 가정주부로 지내온 서정우(차 비서 역)가 해당 작품으로 연기자 복귀를 했다.[7]
- 반소영은 본작을 통해 데뷔 이후 처음으로 악역을 맡았다.
- 마두수 역의 성창훈과 함가희 역의 고미영은 실제 부부 사이다.
- 성창훈은 전작 달콤한 원수[8]에 이어 연속으로 SBS 아침연속극에 출연한다.
- SBS드라마플러스가 2009년 7월 SBS프로덕션의 제작사업부문을 합병하여 SBS 플러스로 출범한 뒤[9] 세 번째로 외주제작한 아침연속극이다.